# Ibrahim Ismail Chundrigar
Ibrahim Ismail Chundrigar (Ahmedabad (Brits-Indië), 15 september 1897 – Londen (Groot-Brittannië), 26 september 1960) was een Pakistaans politicus. Hij was in 1957 premier van het land.
Chundrigar studeerde aan de Universiteit van Bombay. Hij was actief binnen de Moslimliga en raakte in de jaren dertig van de twintigste eeuw langzaam betrokken bij de top van de partij. Hij werd op verzoek van Mohammed Ali Jinnah in 1937 voorzitter van de Moslimliga in Bombay. Deze functie bleef hij bekleden tot 1946. Ten tijde van de opdeling van Brits-Indië werd Chundrigar gevraagd om zitting te nemen in de interim-regering. Hij werd minister van Handel. In een later stadium was hij ambassadeur in Afghanistan, gouverneur van de provincie Khyber-Pakhtunkhwa, gouverneur van West-Punjab en minister van Justitie.
In oktober 1957 legde Huseyn Shaheed Suhrawardy binnen een jaar zijn ministerschap neer, omdat hij zich niet langer gesteund wist door president Iskandar Mirza. Na zijn aftreden schoof Mirza Chundrigar naar voren als interim-premier. Hij stond aan het hoofd van een regering van de Moslimliga, de Republikeinse Partij, de Nizam-i-Islam-partij en de Sramik-partij. Zijn regering kwam echter al snel ten val, omdat er een conflict uitbrak met de Republikeinse Partij over een wijziging van de Kieswet. Chundrigar bleef daarom maar twee maanden aan als premier.
Liaquat Ali Khan · Khawaja Nazimuddin · Muhammad Ali Bogra · Chaudhry Muhammad Ali · Huseyn Shaheed Suhrawardy · Ibrahim Ismail Chundrigar · Feroz Khan Noon · Mohammed Ayub Khan · Nurul Amin · Zulfikar Ali Bhutto · Muhammad Khan Junejo · Benazir Bhutto · Ghulam Mustafa Jatoi ·
Nawaz Sharif · Balakh Sher Mazari · Nawaz Sharif · Moeenuddin Ahmad Qureshi · Benazir Bhutto · Malik Meraj Khalid · Nawaz Sharif · Pervez Musharraf · Zafarullah Khan Jamali · Chaudhry Shujaat Hussain · Shaukat Aziz · Muhammad Mian Soomro · Yousaf Raza Gilani · Raja Pervez Ashraf ·
Mir Hazar Khan Khoso · Nawaz Sharif · Shahid Khaqan Abbasi · Nasirul Mulk · Imran Khan · Shehbaz Sharif · Anwar ul Haq Kakar · Shehbaz Sharif